# A.希恩斯
A.希恩斯（英語：Anthony Haynes，1989年7月19日—），香港男子橄欖球運動員；正職為體能教練。

## 簡歷
2010年11月，A.希恩斯代表中國香港出戰廣州亞運會，參加橄欖球比賽，最終奪得銀牌。

## 家庭
A.希恩斯的父親是英國人，母親則是香港人；胞兄E.希恩斯同為欖球運動員，現為香港男子七人欖球代表隊成員 。

## 榮譽
- 香港特區政府嘉獎

行政長官社區服務獎狀（2011年）